# Ilie Nicola
Ilie Nicola (n. 22 ianuarie 1944, Segarcea) este un fost deputat român în legislatura 1992-1996, ales în județul Tulcea pe listele partidului PDSR.

## Legături externe
- Ilie Nicola Arhivat în 17 august 2016, la Wayback Machine. la cdep.ro